# Associação Nacional de Fisiculturistas Amadores
A Associação Nacional de Fisiculturistas Amadores (em inglês:  National Amateur Body-Builders' Association (NABBA)) é uma organização de fisiculturismo fundada em 1950 pela Health & Strength League para promover o esporte. Embora a intenção original fosse promover concursos no Reino Unido, a popularidade do concurso Mister Universo e, mais tarde, do concurso Miss Universo, atraiu o interesse de concorrentes de todo o mundo, atualmente a NABBA possui dois campeonatos de nível mundial, o Mister Universo que acontece todo ano na Inglaterra e o NABBA World Championships que a cada ano acontece em um país diferente. Hoje, a NABBA International mantém afiliações com cerca de 60 países.

## Regras
1. Todos os competidores (masculinos e femininos) devem ser membros da NABBA. É responsabilidade do organizador garantir que as associações sejam válidas. Sugere-se uma data limite para inscrições de uma semana antes da data do concurso, para que quaisquer adesões duvidosas possam ser verificadas com a sede da NABBA. Não membros podem ser autorizados (a critério do organizador) a participar no dia do concurso mediante o pagamento da taxa de adesão ao organizador do concurso. O cartão de membro será enviado ao competidor após o recebimento da taxa de adesão à sede da NABBA. Qualquer organizador que permita a entrada de não-membros sem cobrar a taxa de associação do(s) concorrente(s) será faturado pela NABBA pela(s) referida(s) taxa(s). O organizador fornecerá à sede da NABBA todos os formulários de inscrição dentro de sete dias após a data do concurso.
2. O julgamento será em três fases:
    (a) Frente, costas e laterais em alinhamento. (b) Rotina individual de poses, não excedendo 45 segundos (até 45 segundos no máximo nas Competições da Área NABBA dependendo do número de competidores) (c) Poses de comparação padrão.
3. A música própria dos competidores pode ser usada no julgamento e/ou show a critério do organizador do concurso. O organizador deve fornecer música adequada para os competidores que não fornecerem a sua própria música. A maioria dos Shows de Área recebe músicas dos Competidores baixadas em arquivos MP3 apropriados pelo menos 2 semanas antes da competição. O DJ pode separar as músicas antes do dia. O organizador deve fornecer vestiários adequados e iluminação para apresentação física.
4. Os concorrentes podem inscrever-se apenas num concurso por espectáculo. A menos que um concurso ABERTO seja realizado em conjunto com um concurso local da área.
5. No caso de um grande número de inscrições, os finalistas poderão ser selecionados no júri para comparecer à mostra. Isso deve ser informado no formulário de inscrição.
6. A critério do Organizador do concurso, poderá ser utilizada cor de bronzeamento.
7. Qualquer competidor agindo de forma antidesportiva deve ser reportado à sede da NABBA e pode ser passível de ação disciplinar. Se considerado grave ele/ela pode ser desclassificado da competição pelos juízes presentes.
8. O organizador do concurso pode especificar limites de idade para concursos Junior e Master, que devem ser informados aos competidores com antecedência. É responsabilidade do organizador verificar as certidões de nascimento, se necessário.
9. Somente Juízes aprovados pela NABBA oficiarão. O organizador deve convidar os juízes com bastante antecedência e enviar os nomes dos juízes propostos à sede da NABBA.
As regras se aplicam a competidores MASCULINOS e FEMININAS, salvo indicação em contrário.

## Categorias Oficiais

### CLASSIC MEN'S BODYBUILDING
Fisiculturistas são julgados pela QUALIDADE GERAL de seu desenvolvimento muscular.
Massa: A percepção do tamanho muscular tem sido a base para o fisiculturismo desde o início do esporte. No entanto, a massa é apenas um mérito quando acompanhada das qualidades restantes.
Definição: Indica o grau de muscularidade provocado pela ausência de gordura corporal subcutânea. Musculatura definida é necessária para exibir plenamente o desenvolvimento do físico. A definição só tem valor quando permite a exibição de músculos massivamente desenvolvidos.
Proporção: Implica um equilíbrio uniforme do desenvolvimento muscular em comparação com cada grupo muscular. Teoricamente, uma "parte forte do corpo" pode ser tão prejudicial quanto uma "parte fraca do corpo". Fisiculturistas devem se esforçar para o desenvolvimento igual entre todos os grupos musculares. Simetria Um equívoco, é comumente usado para descrever "proporção" ou expressa para indicar uma qualidade estética em todo o corpo. Embora, em sua definição mais estrita, a simetria denote o desenvolvimento igual da musculatura nos lados direito e esquerdo do corpo.
Presença de palco Inclui o desempenho de poses e outros fatores que influenciam a aparência geral, como tom de pele, aparência, carisma e postura. A apresentação de palco eficaz é essencial para exibir o físico em seu potencial máximo.
Traje: Os atletas são obrigados a usar calções de banho adequados, sem restrição de cor ou material / shorts ou roupas íntimas não são permitidos.

### MEN'S SPORT PHYSIQUE
Traje - Os competidores usarão "Shorts esportivos". Comprimento máximo do meio da coxa em comprimento e aprox. 2 cm abaixo do umbigo, sem shorts justos e sem propaganda no shorts (o logotipo do fabricante é aceitável) Uma cor preferencial.

### BIKINI
Traje: Biquínis de uma peça ou duas peças são aceitáveis. Uma cor preferida. Bronzeado:  deve ser natural e uniforme na aparência e não artificialmente escuro. Acessórios: como pulseiras, colares, anéis, devem ser reduzidos ao mínimo. Outros acessórios como chapéus, bengalas etc. não são permitidos.  Sapatos: Sapatos de salto alto são recomendados, mas não obrigatórios.

### FIGURE TONED
O pacote total da Classe Miss Figure “Toned” deve apresentar um nível atlético de desenvolvimento apresentando uma figura desenvolvida equilibrada, simétrica, considerando a condição da pele e o tom da pele, com capacidade de apresentar confiança, postura e graça.
Os critérios de julgamento serão para uma figura “tonificada” e não para a categoria de figura “Athletic” ou “Trained”. Isso significa que musculosidade, definição vascular, muscular e/ou magreza da dieta não serão consideradas aceitáveis. 
Os competidores serão avaliados quanto ao nível de tom geral, alcançado por meio de esforços atléticos. A Figure deve ter uma aparência redonda e firme com pequena quantidade de gordura corporal. Os competidores não podem ser excessivamente musculosos e devem estar livres de separação muscular profunda e/ou estrias.
O Juiz Principal fará considerações sobre a remoção ou não de qualquer competidor que exiba uma aparência “muito difícil”. Neste caso, qualquer um que for considerado muito duro para a figura “tonificada”, terá a oportunidade de entrar na categoria Ladies Miss Athletic. 

### FIGURE ATHLETIC
A definição desta categoria é mostrar o desenvolvimento atlético e feminino. 
A definição muscular, relacionada ao quão magro é o músculo, mostrando ausência de gordura corporal subcutânea e água mostrando muscularidade, é um aspecto importante a ser abordado. Não procuramos vascularização excessiva, estrias extremas ou que os Atletas pareçam emaciados. 
A definição é encorajada, mas a aparência geral deve ser de uma aparência feminina, tonificada e saudável. A forma como o físico é exibido é extremamente importante para incluir o acima, em vez de exibir o Atleta como um mini competidor de físico.
Simetria e equilíbrio, mostrando equilíbrio igual no desenvolvimento muscular e definição muscular nas partes superior e inferior do físico do Atleta, também é importante. A presença de palco e a apresentação geral do físico dos Atletas tornaram-se extremamente importantes na classe tonificada, como será na nova classe “Atlética”. Confiança, postura, tom de pele, escolha do traje e execução dos quartos de volta serão levados em consideração e são muitas vezes, onde o padrão é alto, um fator determinante aos olhos de muitos Juízes.
Os Juízes não estão procurando por um grande desenvolvimento de deltóides ou braços, quadríceps largos ou costas grossas, mas exibindo músculos suficientes para manter uma aparência atlética, saudável e feminina, um Atleta que trabalha com intenções sérias.
Em conclusão, esta categoria é o resultado do desenvolvimento de muitos Atletas em sua jornada de fisiculturismo. A aparência feminina e atlética saudável, juntamente com a presença de palco, dará ao Atleta mais do que aquele que está puramente preocupado com seu nível de definição.

### FIGURE TRAINED
A ênfase deve estar na forma e proporção femininas, mantendo uma “aparência treinada” e baixos níveis de gordura corporal, mas não levando o desenvolvimento ou a definição a um extremo que possa ser classificado como não feminino.
Três disciplinas estão envolvidas e os concorrentes devem se preparar com diligência para todas as três. Durante as disciplinas o uso de bijuterias e/ou calçados é opcional.

## Competições Mundiais - Hall Of Fame NABBA

### NABBA WORLD CHAMPIONSHIPS
| MEN PROFESSIONAL DIVISION |
| --- |
| 1984 Belgrade / Yugoslavia Brian Buchanan (ENG) 1985 Graz / Austria Edward Kawak (FRA) 1987 Vienna / Austria Alfred Krautgartner (AUT) 1990 Geelong / Australia Charles Clairmonte (ENG) 1991 Wels / Austria Olev Annus (FIN) 2014 Belfast / Northern Ireland Mark Getty (NIRL) 2015 Bugibba / Malta Slavoj Bednar (CZE) 2016 Natal / Brazil Slavoj Bednar (CZE) 2017 Samara / Russia Fabian Mayr (AUT) 2018 Cecina / Italy Andrey Shokin (RUS) 2019 Belfast / Northern Ireland David Dahan (FRA) 2022 Mexico City / Mexico Stanislav Cerman (CZE) |

| Miss Figure Pro Divison |
| --- |
| 2017 Samara / Russia Daria Diossi (RUS) 2018 Cecina / Italy Daria Diossi (RUS) 2019 Belfast / Northern Ireland Emmanuelle Emile (FRA) 2022 Mexico City / Mexico Andressa Gonzaga (BRA) |

| Men Amateur Overall Winners |
| --- |
| 1984 Belgrade / Yugoslavia Tim Belknap (USA) 1985 Graz / Austria Tim Belknap (USA) 1986 Las Vegas / USA Andre Maille (CAN) 1987 Antwerp / Belgium Olev Annus (FIN) 1988 Obsteig / Austria Hubert Rosenbichler (AUT) 1989 Alicante / Spain Gary Lewer (AUS) 1990 Geelong / Australia Terry Mitsos (AUS) 1991 South Africa (cancelled by political reasons) 1992 Wetzlar / Germany Mohammad Mustafa (AUT) 1993 Auckland / New Zealand Antonio Valenti (ITA) 1994 Herentals / Belgium Klaus Tomandl (GER) 1995 Valetta / Malta Charles Duca (MAL) 1996 Stuttgart / Germany Serge Dessel (FRA) 1997 Athens / Greece Dayo Audi (UK) 1998 Alicante / Spain Charles Duca (MAL) 1999 Baden / Austria Giovanny Thomson (HOL) 2000 Christchurch / New Zealand Charles Duca (MAL) 2001 Baden / Austria Orazio Salvatori (ITA) 2002 Thessaloniki / Greece Kamal Elgargni (UK) 2003 Aberdeen / Scotland Sergii Dukhota (UKR) 2004 Brisbane / Australia Stephen Sinton (SCO) 2005 Natal / Brazil Piotr Gluchowski (POL) 2006 Dublin / Ireland Billy Bourne (IRL) 2007 Bugibba / Malta Marilandio Ponchet (BRA) 2008 Katerini / Greece Tomas Bures (CZE) 2009 Kosice / Slovakia Vladimir Flimel (SVK) 2010 Bugibba / Malta Jindrich Michalek (CZE) 2011 Sao Paulo / Brazil Alex Dos Anjos (BRA) 2012 Dublin / Ireland Anthony Bailes (UK) 2013 Montecatini Terme / Italy Steve Orton (NZL) 2014 Belfast / Northern Ireland Mark Getty (NIRL) 2015 Bugibba / Malta Thomas Burianek (AUT) 2016 Natal / Brazil Fabiano Andrade (BRA) 2017 Samara / Russia Vladimir Vorobiev (RUS) 2018 Cecina / Italy Andrey Shokin (RUS) 2019 Belfast / Northern Ireland David Dahan (FRA) 2022 Mexico City / Mexico Johannes Lieberich (AUT) |

| Figure TONED/ATHLETIC/TRAINED Overall |
| --- |
| 1984 Belgrade / Yugoslavia Gabriele Sievers (GER) 1985 Graz / Austria Gabriele Sievers (GER) 1986 Las Vegas / USA Anja Albrecht (GER) 1987 Antwerp / Belgium Sonia Walker (UK) 1988 Obsteig / Austria Beate Plank (AUT) 1989 Alicante / Spain Beate Plank (AUT) 1990 Geelong / Australia Bronwyn O'Brien (AUS) 1991 South Africa (cancelled by political reasons) 1992 Wetzlar / Germany Saryn Muldrow (DEN) 1993 Auckland / New Zealand Manuela Franz (GER) 1994 Herentals / Belgium Tania Mittoni (AUS) 1995 Valetta / Malta Claudia Röhrs (GER) 1996 Stuttgart / Germany Isabelle Streit (FRA) 1997 Athens / Greece Pina Theodoridis (AUS) 1998 Alicante / Spain Lisa Masson (NZL) 1999 Baden / Austria Juani Martinez (SPA) 2000 Christchurch / New Zealand Loretta McMillan (AUS) 2001 Baden / Austria Claudia Casalini (ITA) 2002 Thessaloniki / Greece Nanda Gunneweg (HOL) 2003 Aberdeen / Scotland Cherie Loomes (SA) 2004 Brisbane / Australia Loretta McMillan (AUS) 2005 Natal / Brazil Andrea Carvalho (BRA) 2006 Dublin / Ireland Kamila Porczyk (POL) 2007 Bugibba / Malta Malika Zitouni (NIRL) 2008 Katerini / Greece Dora Rodrigues (BRA) 2009 Kosice / Slovakia Anzhelika Musalimova (UKR) 2010 Bugibba / Malta Vivianne Romaguera Santos (BRA) 2011 Sao Paulo / Brazil Anne-Marie Lasserre (AUS) 2012 Dublin / Ireland Lesley-Ann Armstrong (NIRL) 2013 Montecatini Terme / Italy Lisa Carrodus (AUS) 2014 Belfast / Northern Ireland Auren Malvestiti (BRA) 2015 Bugibba / Malta Cinara Polido (BRA) 2016 Natal / Brazil Ariane Souza (BRA) 2017 Samara / Russia Deborah Caufourier (FRA) 2018 Cecina / Italy Monika Hajduk (POL) 2019 Belfast / Northern Ireland Ilaria Armeni (GB) 2022 Mexico City / Mexico Andressa Gonzaga (BRA) |

| Miss Physique |
| --- |
| 1986 Las Vegas / USA Marie Laure Mahabir (GUADELOUPE) 1987 Antwerp / Belgium (Short) Connie McCloskey (USA) 1987 Antwerp / Belgium (Tall) Mary Hovey-Walk (USA) 1988 Obsteig / Austria Leisa Campbell (AUS) 1989 Alicante / Spain Tatjana Scholl (GER) 1990 Geelong / Australia Tania Panza (ITA) 1991 South Africa (cancelled by political reasons) 1992 Wetzlar / Germany Sylvia Hoefler (GER) 1993 Auckland / New Zealand Deborah Compton (AUS) 1994 Herentals / Belgium Lisa Egan (AUS) 1995 Valetta / Malta Cathy Butler (USA) 1996 Stuttgart / Germany Cinzia Campeis (ITA) 1997 Athens / Greece Christine Envall (AUS) 1998 Alicante / Spain Christine Envall (AUS) 1999 Baden / Austria Anja Timmer (HOL) 2000 Christchurch / New Zealand Christine Envall (AUS) 2001 Baden / Austria Gabriele Heidecker (GER) 2002 Thessaloniki / Greece Gabriele Heidecker (GER) 2003 Aberdeen / Scotland Annette Trumpa (GER) 2004 Brisbane / Australia Olga Tikhonova (RUS) 2005 Natal / Brazil Olga Tikhonova (RUS) 2006 Dublin / Ireland Valentina Efimchuk (UKR) 2007 Bugibba / Malta Rahel Ruch (SUI) 2008 Katerini / Greece Ilona Zarubica (SRB) 2009 Kosice / Slovakia Ilona Zarubica (SRB) 2010 Bugibba / Malta Larissa Cunha (BRA) 2011 Sao Paulo / Brazil Ana Paula Silva (BRA) 2012 Dublin / Ireland Oana Elena Hreapca (ROM) 2013 Montecatini Terme / Italy Caroline Wang (AUT) 2015 Bugibba / Malta Karolina Borkovcova (CZE) 2016 Natal / Brazil Flores Neide Garrido (BRA) 2017 Samara / Russia Caroline Wang (AUT) 2018 Cecina / Italy Franziska Mettner-Piltz (GER) 2019 Belfast / Northern Ireland Trudy Fenech (AUS) 2022 Mexico City / Mexico Beatriz Toledo (MEX) |

### MISTER UNIVERSE
| MEN PROFESSIONAL DIVISION |
| --- |
| 1952 Juan Ferrero (SPA) 1953 Arnold Dyson (ENG) 1954 Jim Park (USA) 1955 Leo Robert (CAN) 1956 Jack Delinger (USA) 1957 Arthur Robin (FRA) 1958 Reg Park (ENG) 1959 Bruce Randall (USA) 1960 Paul Wynter (ANT) 1961 Bill Pearl (USA) 1962 Len Sell (ENG) 1963 Joe Abbenda (USA) 1964 Earl Maynard (USA) 1965 Reg Park (ENG) 1966 Paul Wynter (ANT) 1967 Bill Pearl (USA) 1968 Arnold Schwarzenegger (AUT) 1969 Arnold Schwarzenegger (AUT) 1970 Arnold Schwarzenegger (AUT) 1971 Bill Pearl (USA) 1972 Frank Zane (USA) 1973 Boyer Coe (USA) 1974 Chris Dickerson (USA) 1975 Boyer Coe (USA) 1976 Serge Nubret (FRA) 1977 Tony Emmott (ENG) 1978 Bertil Fox (ENG) 1979 Bertil Fox (ENG) 1980 Tony Pearson (USA) 1981 Robbie Robinson (USA) 1982 Edward Kawak (FRA) 1983 Edward Kawak (FRA) 1984 Edward Kawak (FRA) 1985 Edward Kawak (FRA) 1986 Lance Dreher (USA) 1987 Olev Annus (FIN) 1988 Charles Clairmonte (ENG) 1989 Charles Clairmonte (ENG) 1990 Charles Clairmonte (ENG) 1991 Victor Terra (USA) 1992 Peter Reid (ENG) 1993 Edward Kawak (FRA) 1994 John Terilli (AUS) 1995 Brian Buchanan (AUS) 1996 Shaun Davis (ENG) 1997 Eddy Ellwood (ENG) 1998 Eddy Ellwood (ENG) 1999 Eddy Ellwood (ENG) 2000 Eddy Ellwood (ENG) 2001 Eddy Ellwood (ENG) 2002 Gary Lister (ENG) 2003 Gary Lister (ENG) 2004 Hassan Al Saka (SYR) 2005 Sergei Ogorodnikov (RUS) 2006 Stephen Sinton (SCO) 2007 Orazio Salvatori (ITA) 2008 Alessandro Savi (ITA) 2009 Alexey Netesanov (RUS) 2010 Charles Mario (BRA) 2014 Dave Titterton (ENG) 2015 Tony Mount (NIR) 2016 Tony Mount (NIR) 2017 Shaun Joseph-Tavernier (GB) 2018 Lee Seung Chul (KOR) 2019 Josh Maley (GB) |

| Miss Figure Pro Divison                                                                |
| -------------------------------------------------------------------------------------- |
| 2017 Flora Conte (ITA) 2018 Jekaterina Übelacker (AUT) 2019 Jekaterina Übelacker (AUT) |